# Soj
La Soj (en russe. ukrainienne et en biélorusse : Сож) est une rivière de Russie, Biélorussie et Ukraine. Elle est un affluent rive gauche du Dniepr au niveau de la frontière entre Biélorussie et Ukraine. Seules quelques boucles sont en territoire ukrainien.

## Géographie
La rivière prend sa source en Russie, à une dizaine de kilomètres au sud de la ville de Smolensk et coule en règle générale selon un axe nord-sud. Elle traverse le Sud-Est de la Biélorussie et se jette dans le Dniepr à la frontière entre la Biélorussie et l'Ukraine : auparavant, elle forme approximativement cette frontière sur trente à quarante kilomètres et ne pénètre que par quelques boucles en territoire ukrainien. Sa longueur totale est de 648 km et elle draine un bassin de 42 100 km2.
La Soj arrose Gomel, la deuxième ville de Biélorussie.

## Principaux affluents
- La Pronia, en rive droite.
- L'Ostior, en rive gauche.
- Le Besed, qui conflue en rive gauche, vingt kilomètres en amont de la ville de Gomel.

## Hydrométrie: débits à Gomel

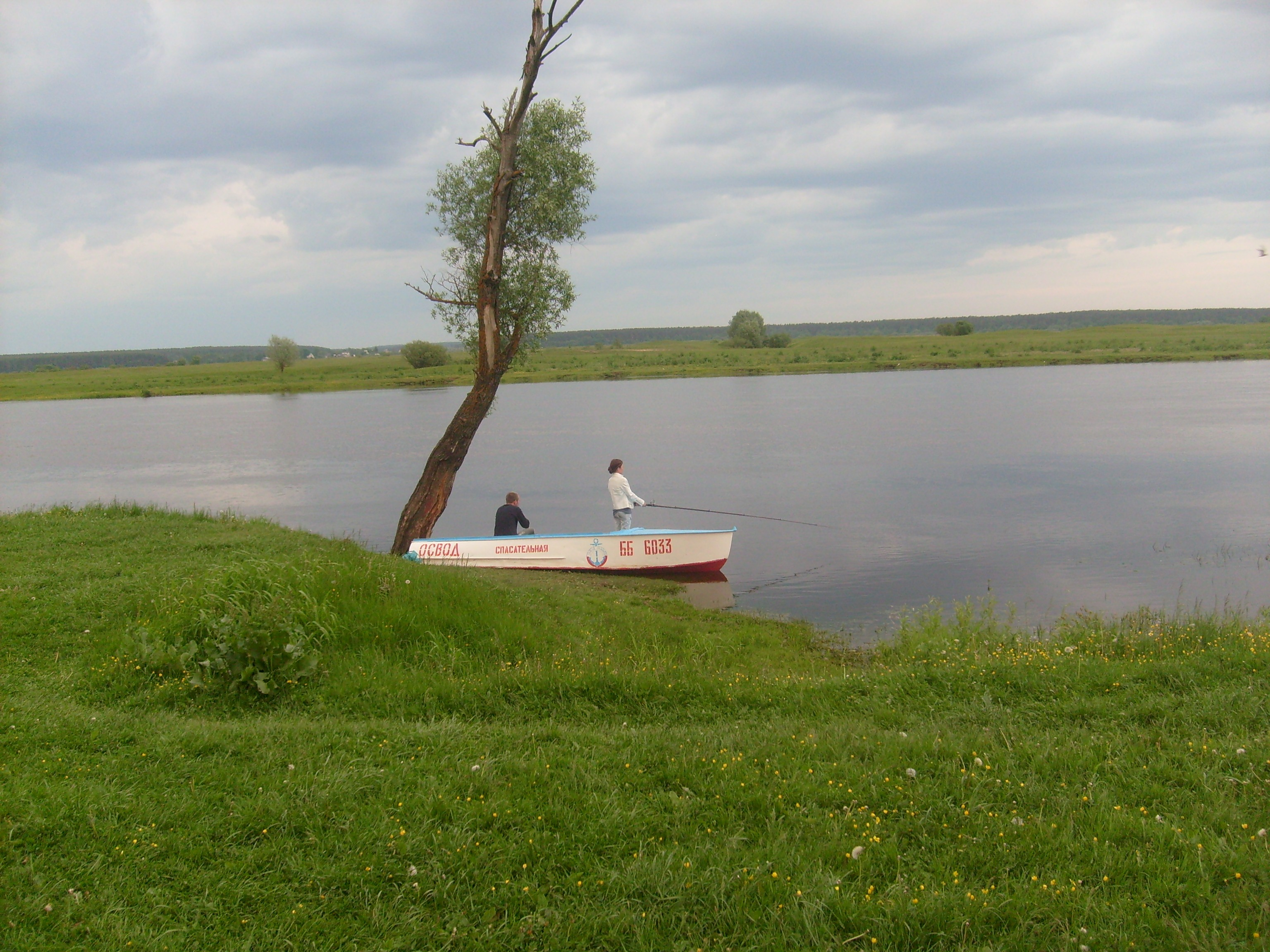
La Soj à Krytchaw (près de la frontière russo-biélorusse).

Le débit de la rivière a été observé pendant 83 ans (entre 1900 et 1985) à Gomel, grande ville située à quelque 75 kilomètres en amont de son confluent avec le Dniepr, près de la frontière entre la Biélorussie et l'Ukraine . 
À Gomel, le débit annuel moyen ou module observé sur cette période était de 199 m3/s pour une surface de drainage de plus ou moins 38 900 km2, soit plus de 92 % de la totalité du bassin versant de la rivière. La lame d'eau d'écoulement annuel dans le bassin se montait de ce fait à 161 millimètres, ce qui peut être considéré comme modéré.
Le débit moyen mensuel observé en février (minimum d'étiage) est de 87,1 m3/s, soit un peu moins de 10 % du débit moyen du mois d'avril (898 m3/s), ce qui montre la forte amplitude des variations saisonnières. Sur la durée d'observation de 83 ans, le débit mensuel minimal a été de 34,3 m3/s (en décembre 1921, année mémorable de sécheresse qui fit des millions de victimes dans la jeune Russie soviétique), tandis que le débit mensuel maximal s'élevait à 2 510 m3/s (avril 1917).